# Golfo di Taranto
Il golfo di Taranto è la porzione di mar Ionio compresa tra Punta Meliso di Santa Maria di Leuca (LE) e Punta Alice di Cirò Marina (KR). È il golfo più grande d'Italia. La zona centrale presenta una depressione, la valle di Taranto, che raggiunge i 1500 m di profondità. La linea di base che lo racchiude è lunga 60 miglia marine.
Giuridicamente, il golfo è definito "baia storica" dal Decreto presidenziale n. 816 del 26 aprile 1977 e pertanto l'Italia lo ha sempre considerato come un mare interno facente parte delle acque territoriali sotto la completa giurisdizione dello stato.

## Geografia
Il golfo è formato dalle coste ioniche di tre regioni: Puglia, Basilicata e Calabria, e delle corrispondenti province di Lecce, Taranto, Matera, Cosenza e Crotone. All'interno del golfo si trovano le Isole Cheradi, nonché il terminal container di Taranto, e le stazioni di nautica da diporto di Taranto, Campomarino di Maruggio (TA), Gallipoli (LE) e Santa Maria di Leuca (LE).

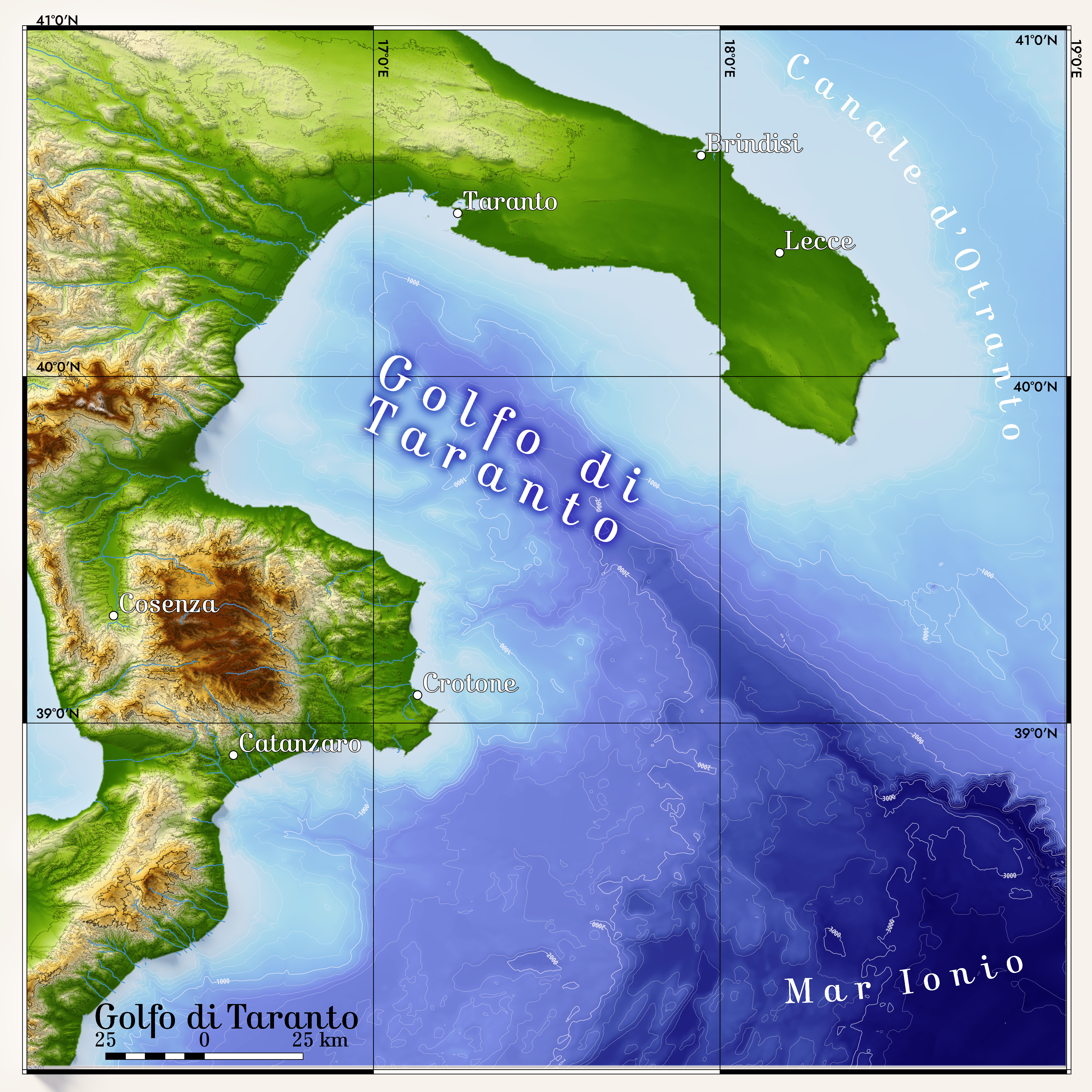
Mappa topografica del Golfo di Taranto

## Storia
Il possesso dell'area da parte dei sovrani territoriali che si sono avvicendati nella zona fu reso possibile dalla conformazione del golfo, profondamente indentato tra la Puglia e la Calabria, e quindi controllabile dalle popolazioni locali in relazione alle loro esigenze di difesa e di sfruttamento economico. Esempio di tale possesso è costituito dal trattato tra Taranto e Roma del 303 a.C. citato dallo storico Appiano, che vietava ai Romani di entrare nel golfo oltrepassando Capo Lacinio, la cui violazione da parte romana costituì nel 282 a.C. motivo di guerra tra le due città. 
L'esistenza di diritti di sfruttamento esclusivi è anche attestata da vari atti risalenti al periodo del Vicereame spagnolo del Regno di Napoli, a partire dal XVI secolo, ed al successivo Regno delle Due Sicilie, con cui fu riconosciuta alla popolazione tarantina la privativa della pesca nel golfo assoggettandola al pagamento di tributi doganali. Durante la prima guerra mondiale, con Decreto legislativo del 24 agosto 1915 n. 1312, ne fu inoltre decretato il divieto di navigazione per ragioni militari.
Nell'inverno del 1877 fu catturata nel golfo la prima balena, per quanto si sapesse all'epoca, comparsa nel Mediterraneo.
Il provvedimento italiano di chiusura del golfo attuato nel 1977 è stato contestato nel 1981 dal Regno Unito e nel 1984 dagli Stati Uniti d'America essendo ritenuto carente dei requisiti che il diritto internazionale richiede per la formazione di un valido titolo storico. La disputa, comunque, sembra essere abbandonata da tempo, anche per il perdurare delle relazioni militari tra i governi interessati: nel Golfo di Taranto ha infatti sede un'importante base navale italiana e quindi indirettamente della NATO. Nel 2017, il Dipartimento della Difesa degli Stati Uniti d'America elenca lo status di "baia storica" del Golfo tra i casi di "eccessiva rivendicazione marittima" nell'annuale rapporto sulla libertà di navigazione, in riferimento all'anno 2016. Si tratta della prima menzione dell'Italia nel report dal 1991.

## Gastronomia
Il golfo associa il suo nome a uno dei prodotti italiani ad indicazione geografica protetta: la clementina del golfo di Taranto, un incrocio tra il mandarino e l'arancio.